# Heliga korsets kapell, Motala
Heliga korsets kapell är en kyrkobyggnad i Motala i Linköpings stift, uppförd 1956 efter ritningar av Kurt von Schmalensee. Kapellet tillhör Motala församling.

## Orgel
Orgeln är byggd 1956 av A. Magnussons Orgelbyggeri, Göteborg. Orgeln är elektrisk.
| Huvudverk I | Svällverk II       | Pedal      | Koppel   |
| Gedackt 8’  | Rörflöjt 8'        | Subbas 16’ | I/P      |
| Princial 4’ | Kvintadena 4'      |            | II/P     |
|             | Rauschkvint 2 chor |            | II/I     |
|             |                    |            | II 16'/I |
|             |                    |            | II 4'/I  |
|             |                    |            | II 4'/P  |